# Phagdru-Kagyü
Die Phagdru-Kagyü-Schule (tib.: phag gru bka' brgyud; kurz auch: Phagdru) ist eine der vier größeren Schulen der Kagyü-Schultradition des tibetischen Buddhismus. Sie wurde von Gampopas Schüler Phagmo Drupa Dorje Gyelpo (tib.: phag mo gru pa rdo rje rgyal po; 1110–1170) gegründet, der auch Gründer des Klosters Densa Thil im Gebiet von Phagmodru im heutigen Kreis Sangri in Lhokha war. 